# Çò des de Mossènpeir
Çò des de Mossènpeir és un monument del municipi de Les (Vall d'Aran) inclòs en l'Inventari del Patrimoni Arquitectònic de Catalunya.

## Descripció
Çò des de Mossènpeir és un gran edifici que al llarg de la Carrèra comprèn en l'actualitat dues cases adossades, entre les vies laterals de la Palha i el Calhau, i l'altra banda d'aquest conjunt de les antigues dependències agrícoles (estables de vaques i de cavalls, pocingla 'cort de porcs', garièra 'galliner', magatzems) clos amb el portal sota la galeria. En el porxo s'hi conserva un carruatge molt gros, abans tirat per bous, per al transport dels troncs de fusta fins a la frontera; i en un angle, la primera fleca de la Val. La casa (antiga) és de secció rectangular, amb la façana orientada a ponent, paral·lela a la capièra. Les obertures de fàbrica, amb arcs rebaixats, evidencien l'estructura de dues plantes, en l'humarau comparteixen lucanes i una boca de lop en el nivell superior. La coberta d'encavallades de fusta suporta un losat de llicorella, de dos vessants, bàsicament, i tresaigües per la banda exempta. La decoració es concentra en la façana, amb un sòcol, una motllura que subratlla el canvi de planta i una cornisa. Els batents de fusta pintats de verd ressalten sobre un arrebossat de color rosa pàlid, mentre que la cantonada exterior presenta una imitació de carreus. Destaca la porta per la seva fina execució, tant pel que fa al marc de carreus, com les dues fulles treballades; la clau, accentuada, conté la següent inscripció: 1763 // GABRIEL//BOYA//. El balcó que la cobricela, amb la barana tornejada, sembla sobreposat.

## Història
Segons S.Temprado es tracta de la casa pairal dels Boya, que, com el nom conservat indica, hauria estat fundada per un mossèn Pèir Boya, arxipreste de Les. En aquest sentit consta que un P. de Boya, fill de Boya prudens vir, seguia la carrera eclesiàstica a Sant Bertran de Comenge (1538). D'altra banda l'investigador Melquiades Calzado ha estudiat l'interessant testament del prohom de Les, Blasi Boya (1600). D'ençà de 1654 són documentats diversos Boya com a rectors i arxiprests de Les. Lògicament interessa destacar Gabriel Boya de Mossenpièr, promotor de l'actual auvitatge que exercí de cònsol en cap de la vila de Les, segons consta en una concordança amb Bausen l'any 1764. Jose Boya Aunòs aprofità un angle del pati per a muntar la primera fleca de la Val. Prové d'aquest llinatge Francesc Boya Alós reconegut escriptor i periodista